# Всероссийский футбольный союз
Всеросси́йский футбо́льный сою́з (ВФС) — национальная футбольная организация Российской империи.

## История
Начиная с 1910 года в российском футбольном сообществе выдвигались идеи создания единой руководящей футбольной организации, в частности существовало предложение Санкт-Петербургской футбольной лиги, адресованное представителям Московской футбольной лиги, о создании союза. Участие сборной России в официальных международных соревнованиях могло осуществляться только после появления национальной футбольной организации и вступления её в ФИФА. Перед Олимпийскими играми в Стокгольме, к началу 1912 года был сформирован временный комитет для создания ВФС, в который вошли:
- от Москвы — К. Г. Бертрам и Р. Ф. Фульда;
- от Петербурга — А. Д. Макферсон, Г. В. Гартлей, А. Ф. Пирсон и Г. А. Дюперрон[1] ;
- от Севастополя — С. П. Пестерев[3].

Учредительное собрание Всероссийского футбольного союза состоялось 6 (19) января 1912 года в Санкт-Петербурге в ресторане «Вена» на углу Малой Морской и Гороховой улиц. 
По итогам собрания председателем Всероссийского футбольного союза был избран А. Д. Макферсон, товарищами председателя Р. Ф. Фульда и Г. В. Гартлей, секретарями Г. А. Дюперрон и К. Г. Бертрам, казначеем Шинц (Петербург), членами правления Е. Р. Бейнс (Москва), А. Ф. Пирсон и А. Н. Шульц, кандидатами в члены правления — К. П. Бутусов (Петербург) и Патрон (Одесса). В качестве устава для российских футбольных обществ были приняты уставы Петровского кружка любителей спорта и Сокольнического клуба спорта, на основе указанного устава официально утверждены около пятнадцати российских клубов, в ВФС принята Петербургская студенческая футбольная лига. Для ВФС официальными были приняты правила ФИФА.
В том же 1912 году Всероссийский футбольный союз принят в ФИФА. На тот момент членами ВФС являлись футбольные союзы Петербурга, Москвы, Одессы, Риги, Киева и Лодзи. В состав ВФС входили 52 организации.